# Back to Basics (Christina Aguilera)
Back to Basics treći je studijski album američke pjevačice Christine Aguilere. Objavljen je 15. kolovoza 2006. godine u SAD-u i Kanadi, 9. kolovoza u Japanu, 12. kolovoza u Australiji, i u europskim državama od 9. do 22. kolovoza 2006. godine.
Album sadrži ono što Aguilera opisuje kao povratak u 20-te, 30-te i 40-te i jazz, blues, i soul glazbu, ali s modernim primjesama.  Album je promovran trima jako komercionalno uspješnim singlovima:  "Ain't No Other Man", "Hurt" i "Candyman". "Slow Down Baby" korišten je kao promotivni singl za njezinu turneju u Australiji, a "Oh Mother" objavljen je kao četvrti singl s albuma u nekim dijelovima Europe. Album je drugi Aguilerin album koji je dospio na prvo mjesto američke top ljestvice. Dobio je nominaciju za Grammy za najbolji pop vokalni album i nagradu za najbolji ženski pop vokalni nastup za pjesmu "Ain't No Other Man". Back to Basics Aguilerin je prvi albuma poslije albuma Stripped iz 2002. godine. Prvi je njezin album koji je dospio na prvo mjesto u SAD-u nakon albuma "Christina Aguilera" iz 1999. godine s prodanih 346 000 primjeraka u SAD-u i 615 000 primjeraka diljem svijeta u prvom tjednu. U rujnu 2008. godine objavljen je podatak da je prodano preko 4,5 milijuna primjeraka albuma diljem svijeta.

## Popis pjesama
| 1.  | »Intro (Back to Basics)«          | Christina Aguilera, Chris E. Martin, Kara DioGuardi, Roy Hawkins, Rick Darnell                                                                              | DJ Premier                 | 1:47 |
| 2.  | »Makes Me Wanna Pray«             | Aguilera, Rich Harrison, Steve Winwood, DioGuardi | Rich Harrison              | 4:10 |
| 3.  | »Back in the Day«                 | Aguilera, Don Costa, Jimmy Castor, Harry Jensen, Chris E. Martin, Langdon Fridle Jr., Douglas Gibson, Robert Manigault, Gerald Thomas, DioGuardi            | DJ Premier                 | 4:13 |
| 4.  | »Ain't No Other Man«              | Aguilera, Harold Beatty, Martin, Charles Roane, DioGuardi                                                                                                   | DJ Premier & Charles Roane | 3:49 |
| 5.  | »Understand«                      | Aguilera, Kwame Holland, Allen Toussaint, DioGuardi | Kwamé                      | 3:46 |
| 6.  | »Slow Down Baby«                  | Aguilera, Mark Ronson, Curtis Jackson, Raymond Angry, William Guest, Edward Patton, Gladys Knight, Marvin Bernard, Michael Harper, Merald Knight, DioGuardi | Mark Ronson                | 3:29 |
| 7.  | »Oh Mother«                       | Aguilera, Bruno Coulais, Christophe Barratier, Derryck Thornton, Mark Rankin, Liz Thornton, DioGuardi                                                       | Big Tank & Q               | 3:46 |
| 8.  | »F.U.S.S.«                        | Aguilera, Roane, DioGuardi | Charles Roane              | 2:21 |
| 9.  | »On Our Way«                      | Aguilera, D. Thornton, Rankin, L. Thornton, DioGuardi | Big Tank, Q & L Boogie     | 3:36 |
| 10. | »Without You«                     | Aguilera, Ronson, Rob Lewis, DioGuardi | Mark Ronson                | 3:56 |
| 11. | »Still Dirrty«                    | Aguilera, Martin, DioGuardi | DJ Premier                 | 3:46 |
| 12. | »Here to Stay«                    | Aguilera, Heather Holley, Tony Reyes, Ben H. Allen, George Henry Jackson                                                                                    | Tony Reyes & Ben H. Allen  | 3:19 |
| 13. | »Thank You (Dedication to Fans…)« | Aguilera, Steve Kipner, David Frank, Pamela Sheyne, Martin, DioGuardi                                                                                       | DJ Premier                 | 4:59 |

| 1. | »Enter the Circus«    | Aguilera, Linda Perry             | Perry | 1:42 |
| 2. | »Welcome«             | Aguilera, Perry, Ronson, Paul Ill | Perry | 2:42 |
| 3. | »Candyman«            | Aguilera, Perry                   | Perry | 3:14 |
| 4. | »Nasty Naughty Boy«   | Aguilera, Perry                   | Perry | 4:45 |
| 5. | »I Got Trouble«       | Aguilera, Perry                   | Perry | 3:42 |
| 6. | »Hurt«                | Aguilera, Perry, Ronson           | Perry | 4:03 |
| 7. | »Mercy on Me«         | Aguilera, Perry                   | Perry | 4:33 |
| 8. | »Save Me from Myself« | Aguilera, Perry, Bill Bottrell    | Perry | 3:13 |
| 9. | »The Right Man«       | Aguilera, Perry                   | Perry | 3:51 |

1. "Back to Basics (Behind the Scenes Footage)" Bonus Video – 10:07

Back to Basics and Beyond izdanje
1. "Back to Basics": Dokumentarni film
2. "Ain't No Other Man" (Video)
3. "Ain't No Other Man" (Remix Video)
4. "Hurt" (Video)
5. "Hurt" (MTV VMA Nastup)
6. "Iza pozornice ":  promotivne slike za album

DVD (Izdanje s turneje)
1. "Ain't No Other Man" (Video)
2. "Hurt" (Video)
3. "Candyman" (Video)
4. "Making Of Candyman"

- Back to Basics "Tour Package" posebno izdanje objavljeno je 6. lipnja u Japanu i 30. lipnja u Australiji.

## Top ljestvice
| Top ljestvica (2006.)         | Najviša pozicija |
| ----------------------------- | ---------------- |
| Australija                    | 1                |
| Austrija                      | 1                |
| Belgija (Flandrija)           | 2                |
| Belgija (Valonija)            | 4                |
| Kanada                        | 1                |
| Danska                        | 2                |
| Nizozemska                    | 1                |
| Europa                        | 1                |
| Finska                        | 6                |
| Francuska                     | 10               |
| Njemačka                      | 1                |
| Mađarska                      | 3                |
| Irska                         | 1                |
| Italija                       | 3                |
| Japan                         | 7                |
| Japan (međunarodna ljestvica) | 1                |
| Novi Zeland                   | 2                |
| Norveška                      | 4                |
| Španjolska                    | 5                |
| Švedska                       | 2                |
| Švicarska                     | 1                |
| Ujedinjeno Kraljevstvo        | 1                |
| SAD Billboard 200             | 1                |
| SAD Top R&B/Hip-Hop Albums    | 2                |

| Država      | Izdavač(i) | Certifikacija     |
| ----------- | ---------- | ----------------- |
| Australija  | ARIA       | 2 puta platinasta |
| Austrija    | IFPI       | zlatna            |
| Belgija     | IFPI       | Pplatinasta       |
| Kanada      | CRIA       | 3 puta Platinasta |
| Češka       | IFPI       | zlatna            |
| Europa      | IFPI       | platinasta        |
| Francuska   | SNEP       | zlatna            |
| Njemačka    | IFPI       | platinasta        |
| Mađarska    | MAHASZ     | platinasta        |
| Irska       | IRMA       | 3 puta platinasta |
| Italija     | FIMI       | platinasta        |
| Japan       | RIAJ       | zlatna            |
| Nizozemska  | NVPI       | zlatna            |
| Novi Zeland | RIANZ      | platinasta        |
| Poljska     | ZPAV       | zlatna            |
| Rusija      |            | 3 puta platinasta |
| Švicarska   | IFPI       | platinasta        |
| UK          | BPI        | platinasta        |
| SAD         | RIAA       | platinasta        |

## Povijest objavljivanja
| Država                 | Datum               |
| ---------------------- | ------------------- |
| Poljska                | 10. kolovoza 2006.  |
| Njemačka               | 11. kolovoza, 2006. |
| Italija                | 11. kolovoza, 2006. |
| Nizozemska             | 12. kolovoza 2006.  |
| Australija             | 12. kolovoza 2006.  |
| Danska                 | 16. kolovoza 2006.  |
| Francuska              | 16. kolovoza 2006.  |
| Hong Kong              | 16. kolovoza 2006.  |
| Švedska                | 16. kolovoza 2006.  |
| Ujedinjeno Kraljevstvo | 16. kolovoza 2006.  |
| SAD                    | 15. kolovoza 2006.  |
| Japan                  | 15. kolovoza 2006.  |
| Kanada                 | 15. kolovoza 2006.  |
| Rusija                 | 15. kolovoza 2006.  |
| Brazil                 | 19. rujna 2006.     |